# Or pur
Or pur (títol original, Rheingold) és una pel·lícula alemanya de 2022 dirigida per Fatih Akın. S'ha doblat i subtitulat al català.
És l'adaptació de la novel·la autobiogràfica Alles oder Nix publicada el 2015 pel raper i productor Xatar (Giwar Hajabi).

## Repartiment
- Emilio Sakraya: Giwar Hajabi[4]
- Mona Pirzad: Rasal Hajabi